# (242479) Marijampole
(242479) Marijampole ist ein Asteroid des inneren Hauptgürtels, der von den litauischen Astronomen Kazimieras Černis und Justas Zdanavičius am 12. Oktober 2004 am Astronomischen Observatorium Molėtai im nordostlitauischen Molėtai im Bezirk Utena (IAU-Code 152) entdeckt wurde.
Mittlere Sonnenentfernung (große Halbachse), Exzentrizität und Neigung der Bahnebene des Asteroiden ähneln grob den Bahndaten der Mitglieder der Flora-Familie, einer großen Gruppe von Asteroiden, die nach (8) Flora benannt ist. Asteroiden dieser Familie bewegen sich in einer Bahnresonanz von 4:9 mit dem Planeten Mars um die Sonne. Die Gruppe wird auch Ariadne-Familie genannt, nach dem Asteroiden (43) Ariadne.
(242479) Marijampole wurde am 17. November 2013 nach der litauischen Stadt Marijampolė benannt.